# Yongchun
Yongchun, tidigare stavat Yungchun, är ett härad som ingår i staden Quanzhou på prefekturnivå i provinsen Fujian i sydöstra Kina.

## Administrativ indelning
Yongchun är indelat i 28 köpingar och fyra socknar.
Köpingar (zhen):

- Dabu (达埔镇)
- Dongguan (东关镇)
- Dongping (东平镇)
- Guiyang (桂洋镇)
- Hushan (岵山镇)
- Huyang (湖洋镇)
- Jindou (锦斗镇)
- Kengzikou (坑仔口镇)
- Penghu (蓬壶镇)
- Shigu (石鼓镇)
- Sukeng (苏坑镇)
- Taocheng (桃城镇)
- Wufeng (吾峰镇)
- Wulijie (五里街镇)
- Xianjia (仙夹镇)
- Xiayang (下洋镇)
- Yidu (一都镇)
- Yudou (玉斗镇)

Socknar (xiang):

- Chengxiang (呈祥乡)
- Hengkou (横口乡)
- Jiefu (介福乡)
- Waishan (外山乡)